# Savage Mountain B-52 crash
De Savage Mountain B-52 crash verwijst naar een militair nuclear incident op 13 januari 1964 in de V.S tijdens de Koude Oorlog waarbij het kielvlak van een B-52D bommenwerper afbrak tijdens winterse stormturbulentie. Er waren twee kernwapens aan boord van het toestel. Later werden deze redelijk intact teruggevonden tussen de wrakstukken, de kernwapens werden daarna veiliggesteld en opgeruimd door de 28e Ordnance Detachment van Fort Meade.

## Beschrijving van het ongeval
De B-52D bommenwerper was aan het terugkeren naar Georgië nadat het vliegtuig was uitgezonden naar een Airborne alert van missie Chrome dome in Europa. Het vliegtuig vloog in de buurt van Meyersdale, Pennsylvania toen het kielvlak van de bommenwerper afbrak, nadat een andere hoogte was opgezocht om ernstige turbulentie te omzeilen. Daardoor raakte het vliegtuig onbestuurbaar; de piloot droeg de bemanning op om uit het vliegtuig te springen met een parachute en de bommenwerper crashte. Het wrak van de bommenwerper werd gevonden op de boerderij Stonewall Green.

## Bemanning
Van de vijf bemanningsleden overleefden alleen de piloot en co-piloot de crash. De navigator en de staartschutter overleden in de sneeuw aan hypothermie. Het bevroren lichaam van de navigator werd twee dagen na de crash gevonden op 10 km (6 mijl) van de crash-site, en 5 km (3 mijl) van de locatie waar zijn oranje parachute was gevonden in een boom. De staartschutter landde in het "Dye Fabrieks-veld" en liep daarbij één gebroken been op en andere verwondingen. Hij verplaatste zich daarna te voet meer dan 90 m naar de oever van de rivier Casselman – waarin zijn benen waren vastgevroren toen zijn lichaam 5 dagen na de crash was gevonden, 700 meter van een straatlantaarn in Salisbury. Het enige bemanningslid dat niet uit het vliegtuig is gesprongen is de Korporaal van Artillerie, hij overleed tijdens de impact. De piloot landde in Marryland's Meadow Mountain ridge vlak bij de Mason-Dixon lijn, en na gereden worden naar de Tomlinson inn, in Grantsville, werd de Luchtmacht van de Verenigde Staten op de hoogte gesteld. De co-piloot landde vlak bij New Germany Road en bleef "lekker warm" totdat hij gered werd.